# Borūndeh
Borūndeh (persiska: بيروندِه, بِروندِه, برونده, Bīrūndeh) är en ort i Iran.   Den ligger i provinsen Zanjan, i den nordvästra delen av landet, 300 km nordväst om huvudstaden Teheran. Borūndeh ligger 1 726 meter över havet och antalet invånare är 365.
Terrängen runt Borūndeh är varierad.Runt Borūndeh är det ganska glesbefolkat, med 47 invånare per kvadratkilometer. Närmaste större samhälle är Āq Kand, 12,6 km nordväst om Borūndeh. Trakten runt Borūndeh består i huvudsak av gräsmarker.